# تشارلز كامارا غيامفي
تشارلز كامارا غيامفي (بالإنجليزية: Charles Kamara Gyamfi)‏ هو لاعب كرة قدم غاني، ولد في 7 سبتمبر 1999.